# Pelstergasthuis
Het Pelstergasthuis is een gasthuis (hofje) in Groningen. De officiële naam is het Heilige Geestgasthuis, maar algemeen wordt het genoemd naar de Pelsterstraat, waaraan het staat. Het is het grootste en het oudste gasthuis van Groningen, en een van de oudste gasthuizen in Nederland.

## Geschiedenis
De stichtingsdatum is onbekend, maar ligt waarschijnlijk in de dertiende eeuw. Het gasthuis wordt voor het eerst genoemd in 1267 als Paus Clemens IV toestemming verleent om een kapel en een begraafplaats aan te leggen. De kapel, de Pelstergasthuiskerk, is daarmee het oudste nog bestaande deel van het gasthuis. Het heeft een fraai orgel van Hinsz uit 1774 en de oudste klok van Groningen (1459). In de 13e eeuw ontstond bij de kapel het 'hospitael ten Hillighen Gheeste', waar passerende vreemdelingen (pelgrims en zwervers), armen en zwakken werden verpleegd. Het gasthuis lag toen -zoals gebruikelijk was voor gasthuizen in die tijd- ongeveer tegen de stadsmuur aan, iets ten westen van de zuidelijke Herepoort. Reeds in de 14e eeuw kwamen er mensen die al hun bezittingen schonken aan het gasthuis om er vervolgens gratis te kunnen wonen, cq. zich een 'proveniersplaats' (van 'proeve', 'prove') inkochten. Tot 1342 was het Heilige Geestgasthuis waarschijnlijk het enige van Groningen (er zijn geen documenten bekend van andere gasthuizen in die tijd), maar in dat jaar werd door Appingedamse heremieten in Groningen een tweede convent opgericht (waarschijnlijk het Armen Convent dat in 1674 opging in het Armhuiszittend Convent). In 1422 werd als uithof vanuit het Heilige Geestgasthuis het Jurgiens Gasthuis (Sint Jurriënsgasthuis; in 16e eeuw buiten gebruik geraakt, in 1599 alle goederen bij Rode Weeshuis gevoegd) gesticht om dienst te doen als leprozerie voor 'Lazarusesche menschen'. In de 16e eeuw werd het steeds meer omgevormd tot een proveniershuis en uit die tijd dateren ook de eerste stukken omtrent voorwaarden die werden gesteld aan opname. In die tijd had de stad reeds in feite de macht over het gasthuis, want deze benoemde de voogden van het gasthuis.
Na de Reductie van Groningen veranderde de functie van het gasthuis naar de 'huisvesting en onderhoud van zeer veele oude burgermannen en vrouwen'. Voordat het zover was werd in 1624 de 'provisorhof' (appelhof) verkocht. Een jaar later werd begonnen met de vernieuwing en herinrichting van het gasthuis, waarvoor in 1626 ook het kerkhof werd geëffend. In 1628 werd de ziekenhuiszaal (ten noorden van het gasthuis) verkocht om dienst te gaan doen als stadsmagazijn (opslag wapens en munitie). Op de achterpoort van het gasthuis staat nog het dubbel witte kruis, het embleem van de kruisridders en later ook van de Orde van de Heilige Geest. In 1629 werd de poort naar de Pelsterstraat geplaatst (hernieuwd in 1725). Andere delen van het complex werden volgens een opschrift verkocht, zoals de korenschuren richting de Nieuwstad en de moestuinen richting de Vismarkt. Ook werden delen heringericht tot giethuis of werkhuis. Het hele noordelijke deel van het oorspronkelijke complex verdween zo in andere handen.
In 1645 brandde het bakhuis aan zuidzijde van het gasthuis af. Opschriften vermelden verschillende verbouwingen in de 18e eeuw, zoals een verbouwing van de voogdenkamer in 1751 en een verlenging van de kapel om deze in lijn te brengen met de voormalige ziekenhuiszaal tussen 1773 en 1774. In 1855 kreeg de gevel van de kapel een neoclassicistisch uiterlijk naar een ontwerp van Jan Maris. Het gasthuis werd tussen 1972 en 1978 gerestaureerd onder leiding van Coenraad Liebrecht Temminck Groll.

## Structuur
Het gasthuis bevat onder andere drie binnenhofjes en een kapel. Onder het 13e-eeuwse complex ten westen van de kapel bevinden zich kelders met originele lampnissen (om kaarsen of olielampjes in te plaatsen). Erboven bevonden zich de weegkamer en de voogdenkamer (met stucplafond en schouw uit 1751). Haaks erop geplaatst staan huizenvleugels die oorspronkelijk uit de 14e eeuw stammen. Ten zuiden van de kerk ligt een hofje dat ontstond door de bouw van woningen aan de Nieuwstad in de 15e eeuw en de bouw van een poortvleugel langs de Pelsterstraat in de 16e eeuw, die rond 1860 werd bepleisterd. De westvleugel langs de Nieuwstad dateert uit de 17e eeuw (poortje uit 1636) en werd later verbouwd en bepleisterd (poortje in 1724). De overige vleugels aan noord- en westzijde van het gasthuis zijn van latere datum.

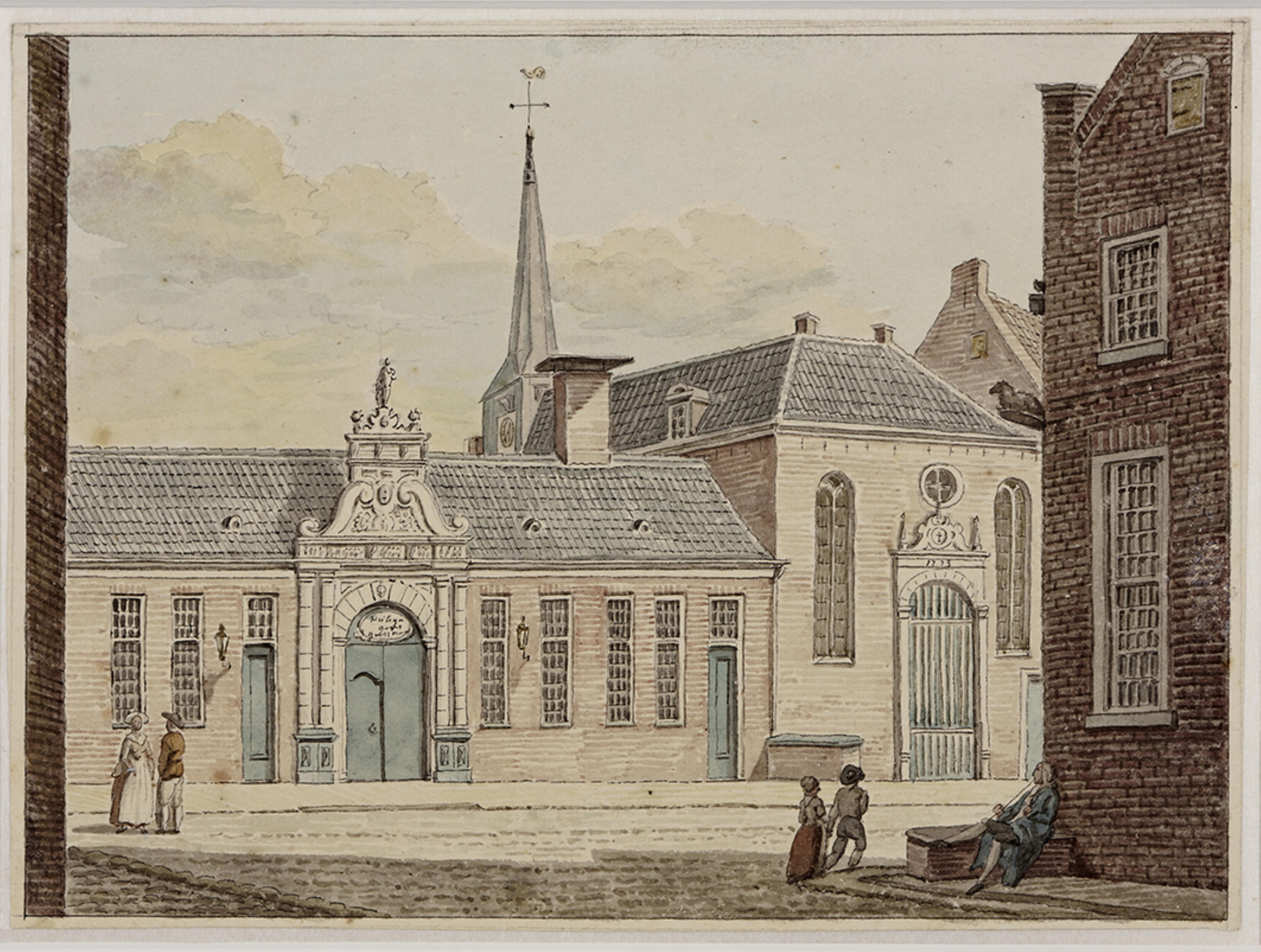
Buitenaanzicht Pepergasthuis  in 1786. Aquarel van Jan Bulthuis.
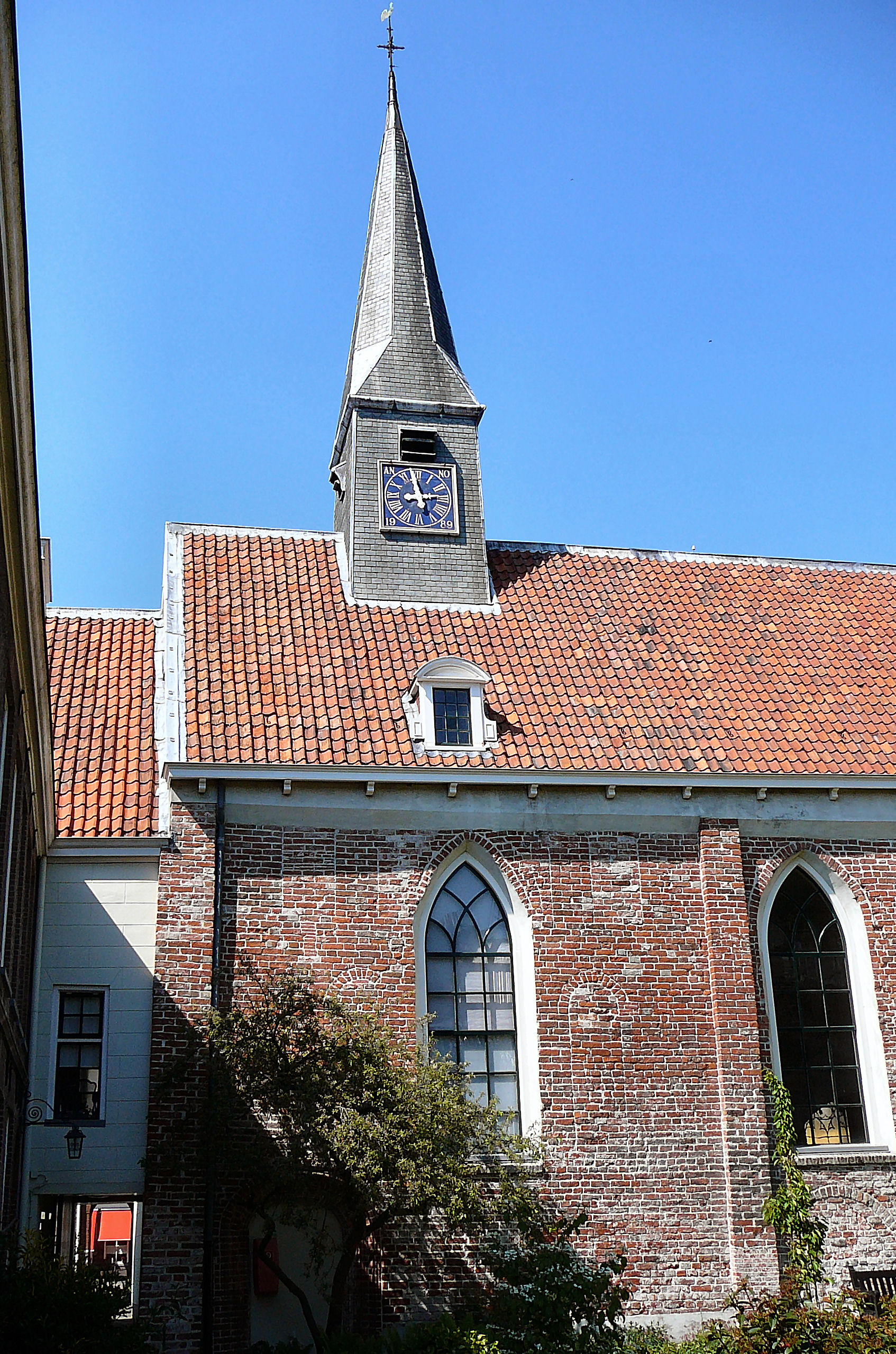
De kapel, centraal punt en oudste gedeelte van het gasthuis
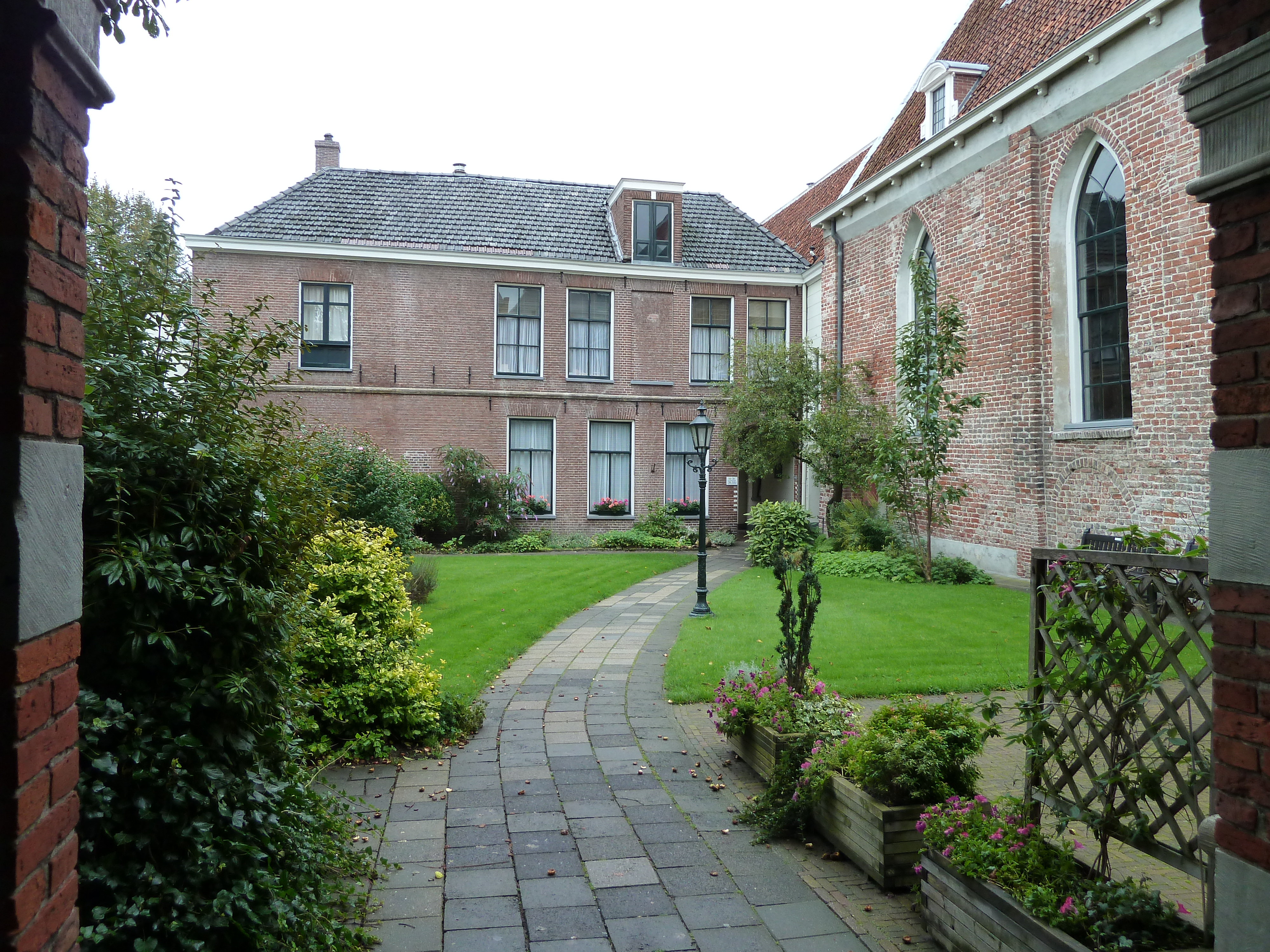
Voorhofje met rechts de kapel
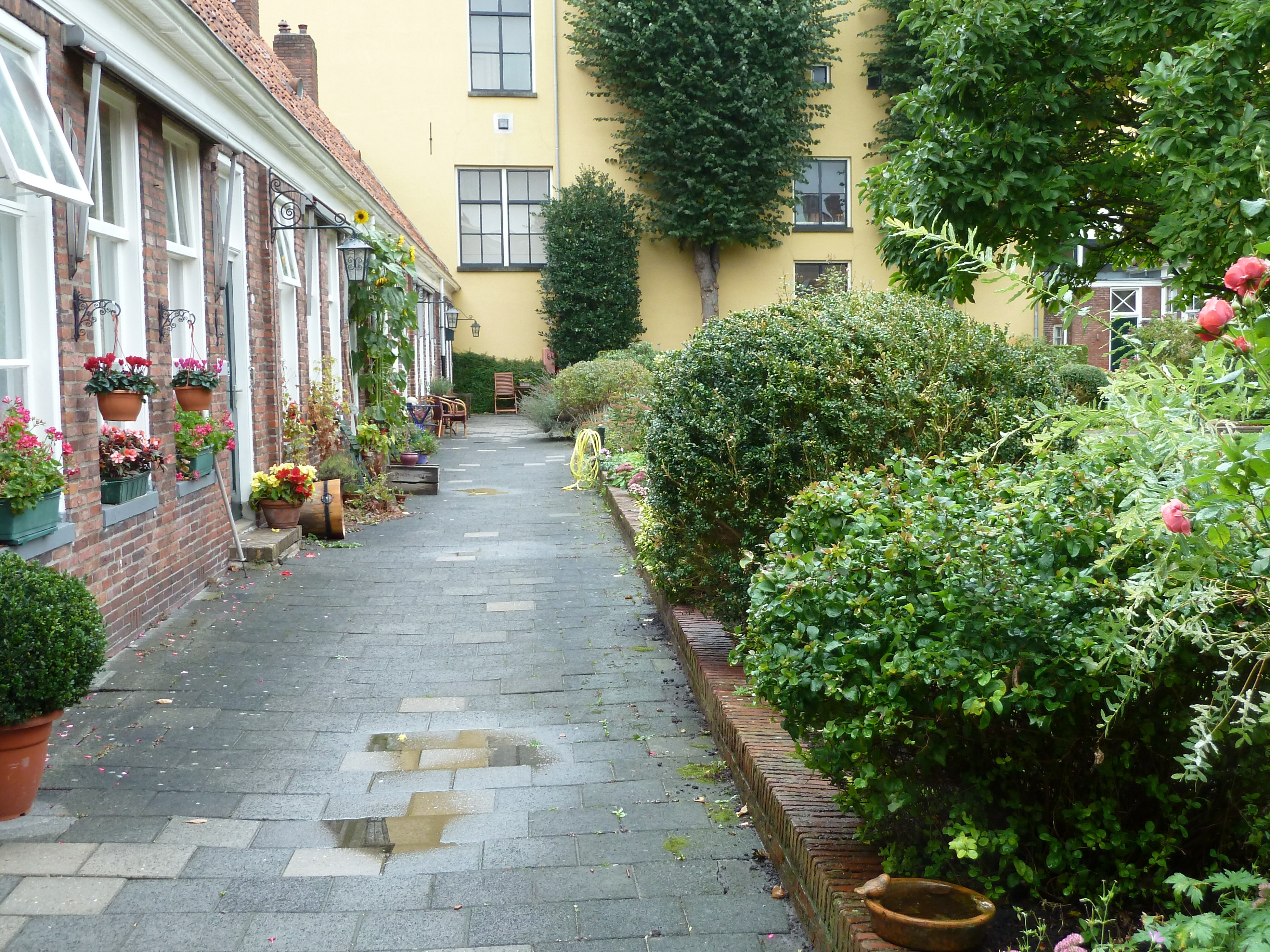
Een van de achterhofjes
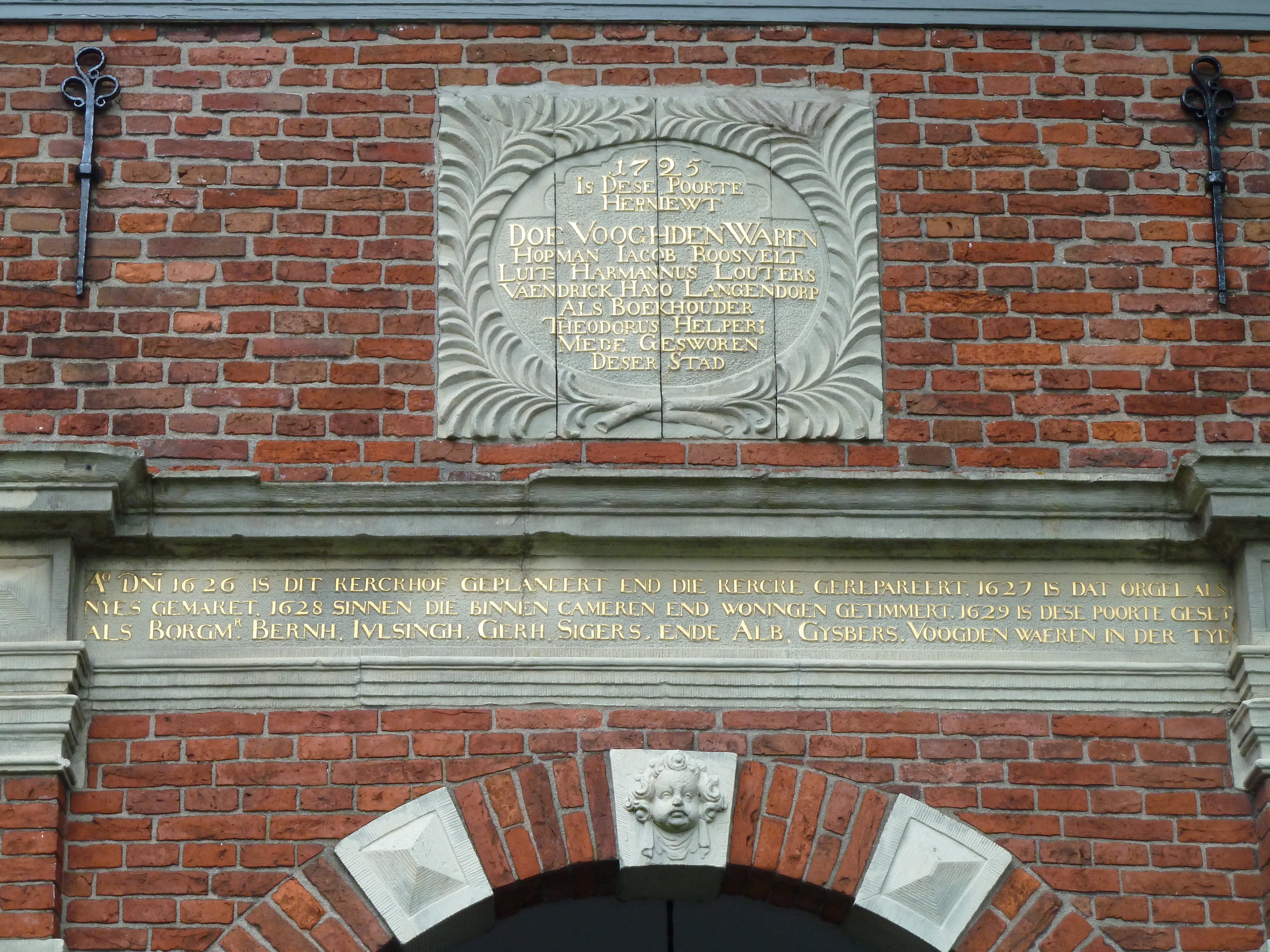
Opschriften boven de poort met wijzigingen in de 17e en 18e eeuw